# サンカントリー航空
サンカントリー航空（サンカントリーこうくう、英：Sun Country Airlines）は、アメリカ合衆国ミネソタ州ミネアポリスを本拠地に置く格安航空会社（LCC）である。アメリカ合衆国の国内線に加え、メキシコ、カリブ海諸国、中米への国際線を運航する。

## 概要

### 創業から連邦倒産法第11章の適用まで（1982‐2008）
1983年、サンカントリー航空はボーイング727一機で運航を開始した。当時のパイロットや従業員の多くは1982年5月11日に倒産したブラニフ航空からであった。
1986年、ノースウエスト航空からマクドネル・ダグラス DC-10をリースし、ミネアポリス・ラスベガス間の運行を開始。
1988年、本社屋をミネアポリス・セントポール国際空港へ移転。
1990年代初頭に、定期旅客便の運航を開始。
2001年、アメリカ同時多発テロの影響で資金不足に陥り全運航を休止。
2006年、ミネソタ州を中心とするピーターズ・グループ・ワールドワイドに買収される。
2008年、リーマンショックによるアメリカ経済危機の影響で深刻な経営難に陥る。サンカントリー航空は急遽、CEOをスタン・ガーデック（Stan Gadek, 元エアトラン航空のCFO）に変更、45名のパイロットを解雇し、ミネソタ州から5000万ドルのローンを受けた。9月、ピーターズ・グループ・ワールドワイドの代表トム・ピーターズが、FBIによるサンカントリー航空の金融詐欺捜査の開始を受け社長を辞退、その直後サンカントリー航空は連邦破産裁判所に連邦倒産法11章を申請した。

### 経営再建からデイビス家による買収まで（2011‐2017）
2011年7月、ミネソタ州の調理台メーカー、カンブリア社のオーナーであるデイビス家が3400万ドルでサンカントリー航空を買収。同社CEOのマーティ・デイビス（Marty Davis）が会長に就任。
2015年、ザリル・エラニ（Zarir Erani）が社長兼CEOに就任。2016年には純利益が前年の2700万ドルから41％減の1600万ドルとなった。
2017年7月、エラニがCEOの職を解任され、会長のデイビスが暫定的に社長兼CEOに就任し、エラニはデイビス家所有の別の企業内に移った。その1週間後、元アレジアント・エア取締役のジュード・ブリッカー（Jude Bricker）がCEOに就任した。

### アポロ・グローバル・マネジメントによる買収からアマゾン・エアによる株取得まで (2017 - 現在)

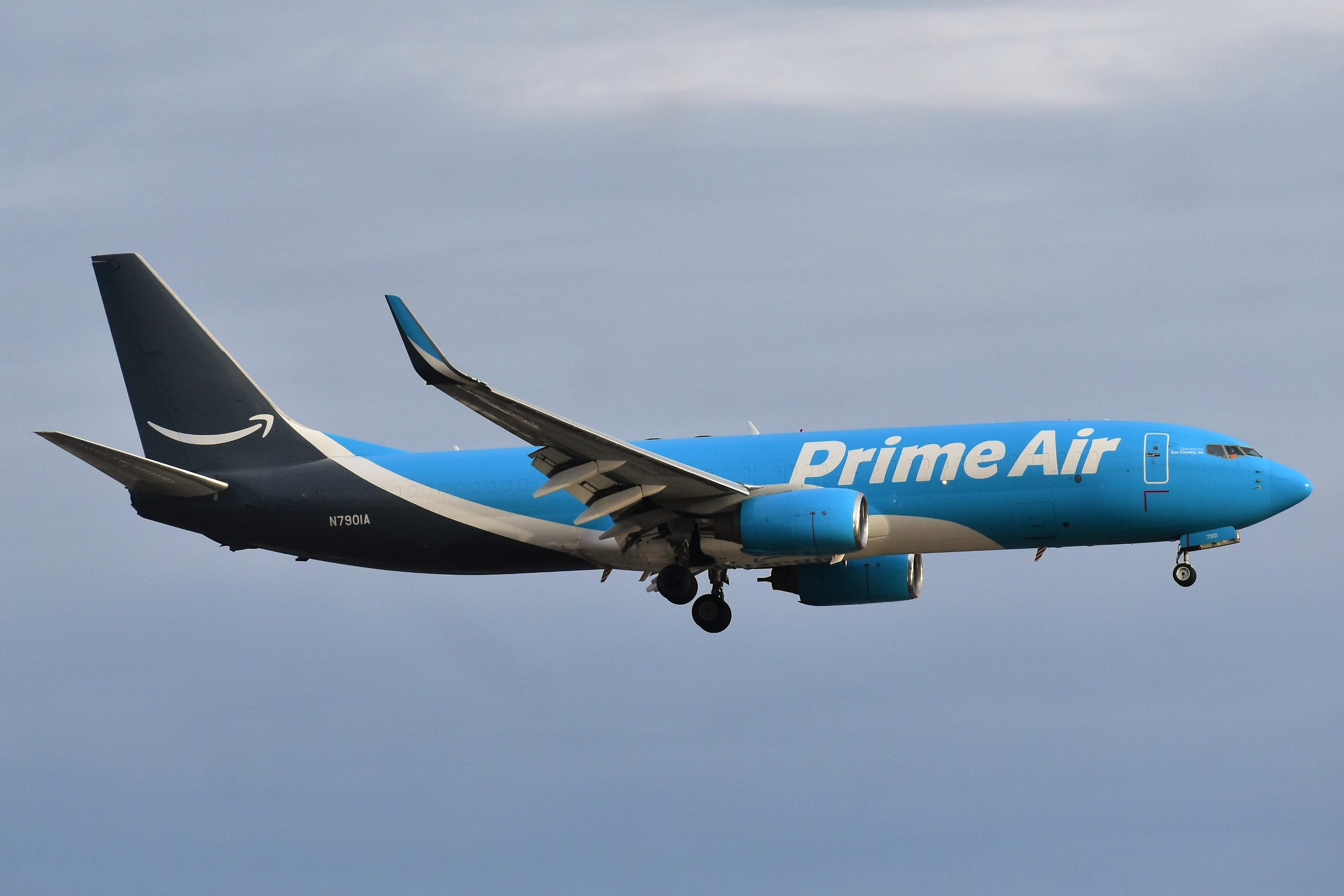
ボーイング737‐800BCF貨物機（アマゾン・エア専用）

2017年12月14日、アポロ・グローバル・マネジメントがデイビス家からサンカントリー航空を買収。
2018年6月、現行の機体塗装が従業員らによる投票で決定される。先代の塗装から引き続きオレンジと青を基調としたこの塗装にはミネトンカ湖の地形図が施されており、同社ではこれを、ミネソタ州と地元の人々に対する継続的な取り組みを表していると説明している。
2019年12月17日、ネット通販大手アマゾンの系列企業アマゾン・エアがサンカントリー航空の少数株を購入し、主要株主となる。同社はサンカントリー航空の保有機材を使った貨物便の運航計画を発表した。その後、サンカントリー航空はアマゾン・エア専用としてボーイング737‐800の貨物仕様機10機を導入した。 
2020年5月、アマゾン専用貨物便の運航を開始。
2021年3月17日、NASDAQに上場（ティッカーシンボル：SNCY）。

## 保有機材
2020年現在、サンカントリー航空の運用機材は、すべてボーイング737NGシリーズで統一されている。

### 運用機材
| 機材                               | 運航中 | 発注機数 | 座席数 | 備考                |
| ---------------------------------- | ------ | -------- | ------ | ------------------- |
| ボーイング737‐800                  | 41     | 0        | 186    |                     |
| ボーイング737‐800                  | 1      | 0        | 76     | VIPチャーター用機材 |
| ボーイング737‐900ER                | 0      | 5        | 不明   | 2024年就航予定      |
| ボーイング737‐800BCF（貨物仕様機） | 3      | 7        | 0      | アマゾン・エア用    |

### 退役機材
| 機材                          | 運航機数 | 就航   | 退役   | 備考                     |
| ----------------------------- | -------- | ------ | ------ | ------------------------ |
| ボーイング737‐700             | 9        | 2008年 | 2023年 | チャーター用機材も含む   |
| ボーイング727‐200             | 42       | 1983年 | 2002年 |                          |
| マクドネル・ダグラスDC-10-10  | 6        | 1993年 | 1998年 |                          |
| マクドネル・ダグラスDC-10-15  | 4        | 1994年 | 2001年 |                          |
| マクドネル・ダグラスDC-10-30F | 2        | 1995年 | 1997年 |                          |
| マクドネル・ダグラスDC-10-40  | 1        | 1986年 | 1991年 | ノースウエスト航空へ移管 |

### ギャラリー

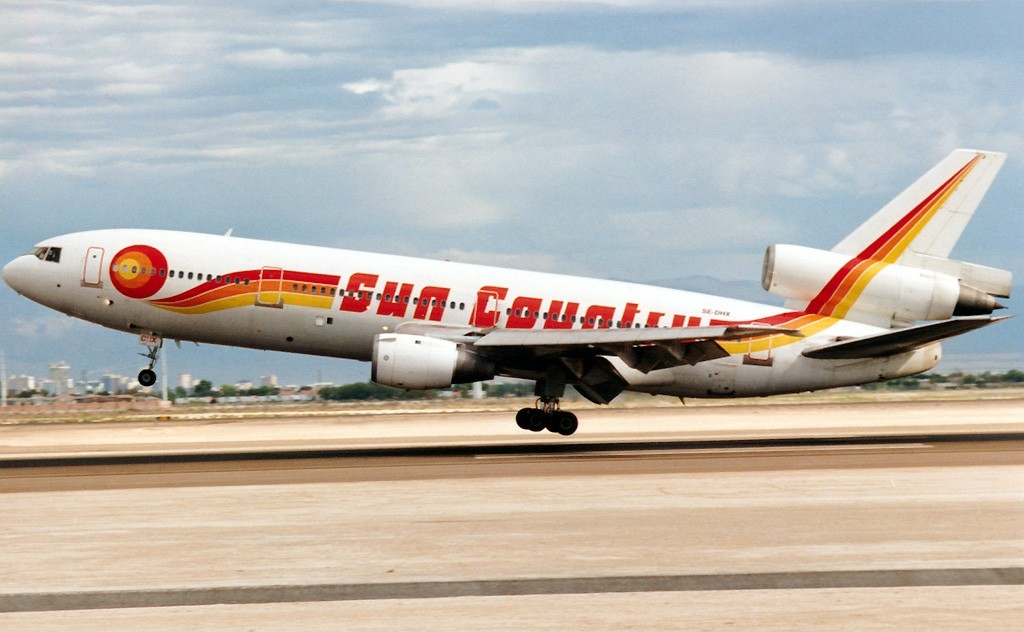
マクドネル・ダグラスDC-10-10 (初期塗装[13])
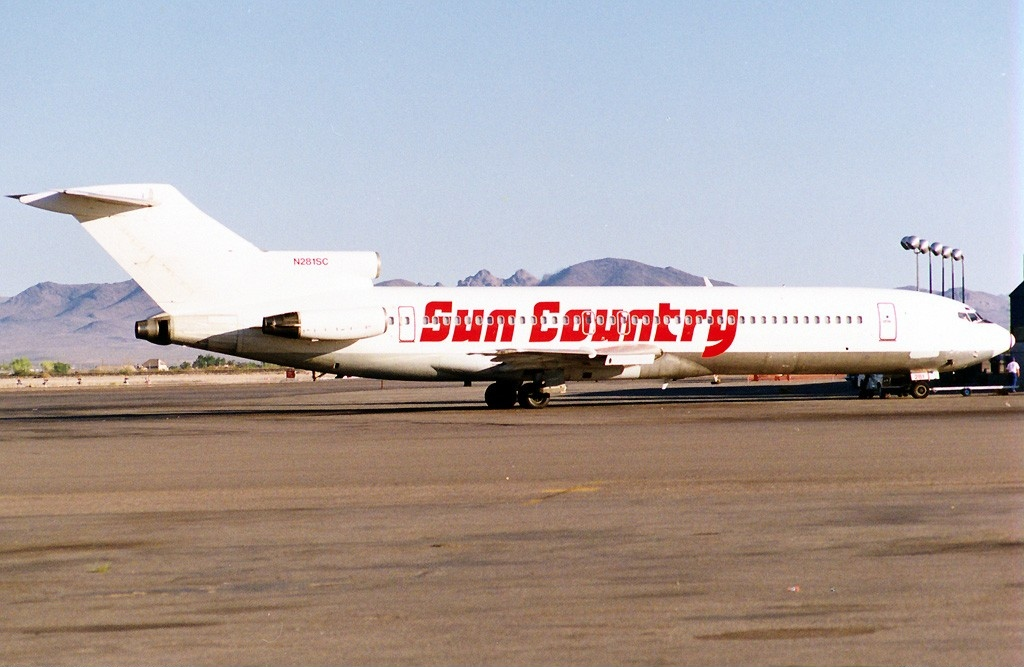
ボーイング727-282
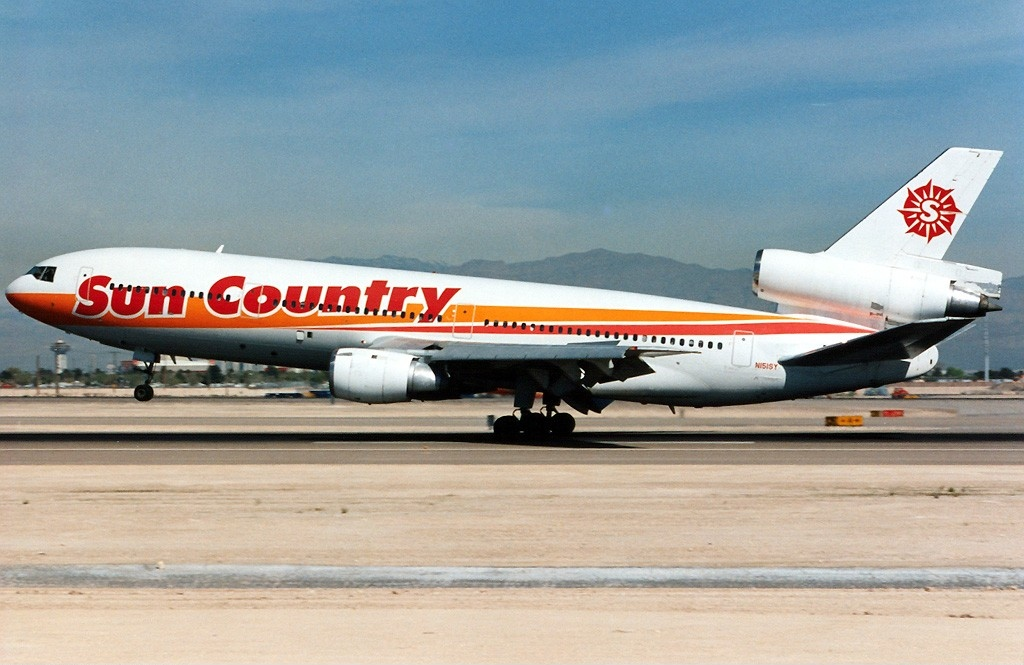
マクドネル・ダグラスDC-10-15 (2代目塗装[13])
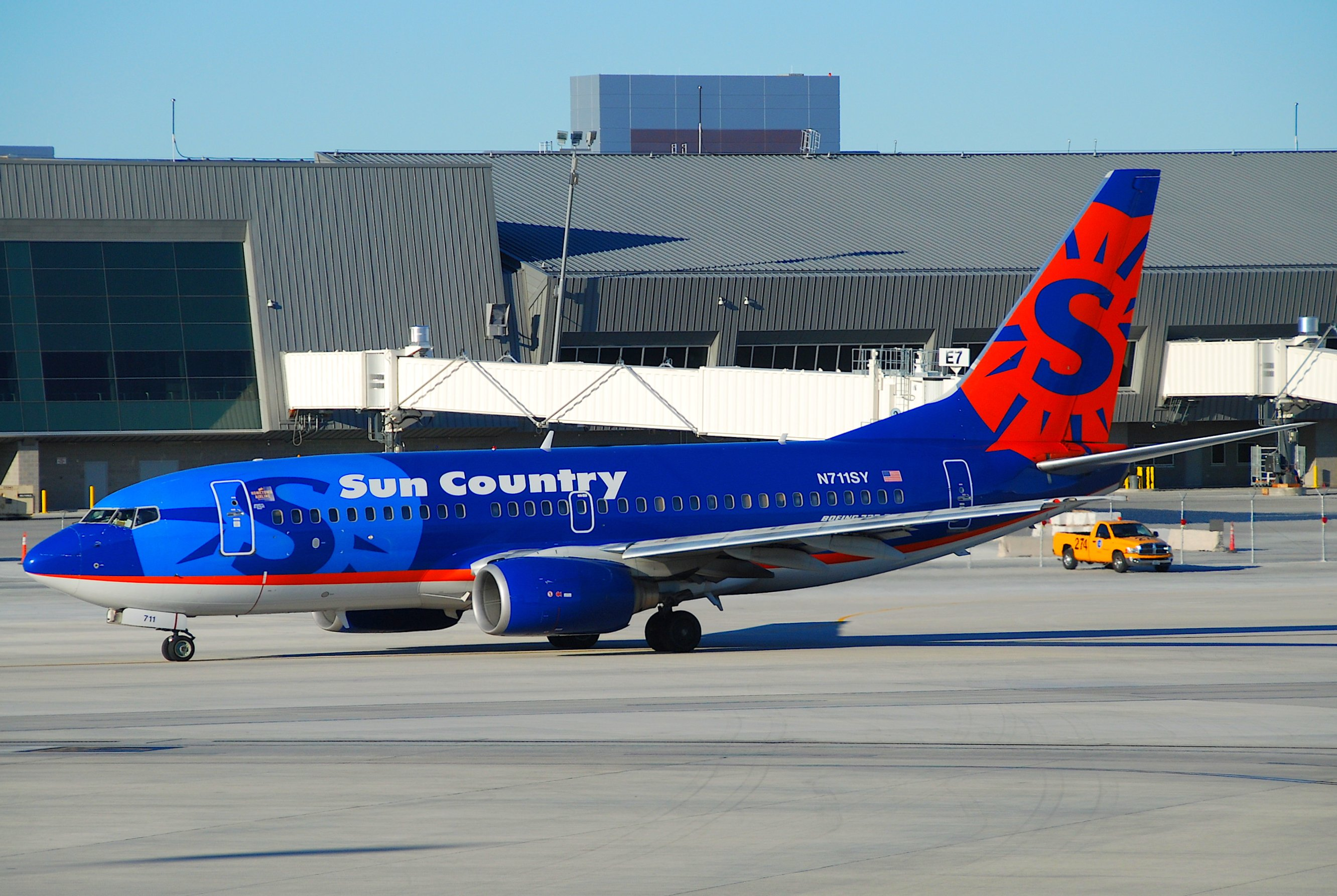
ボーイング737-700（3代目塗装[13]）
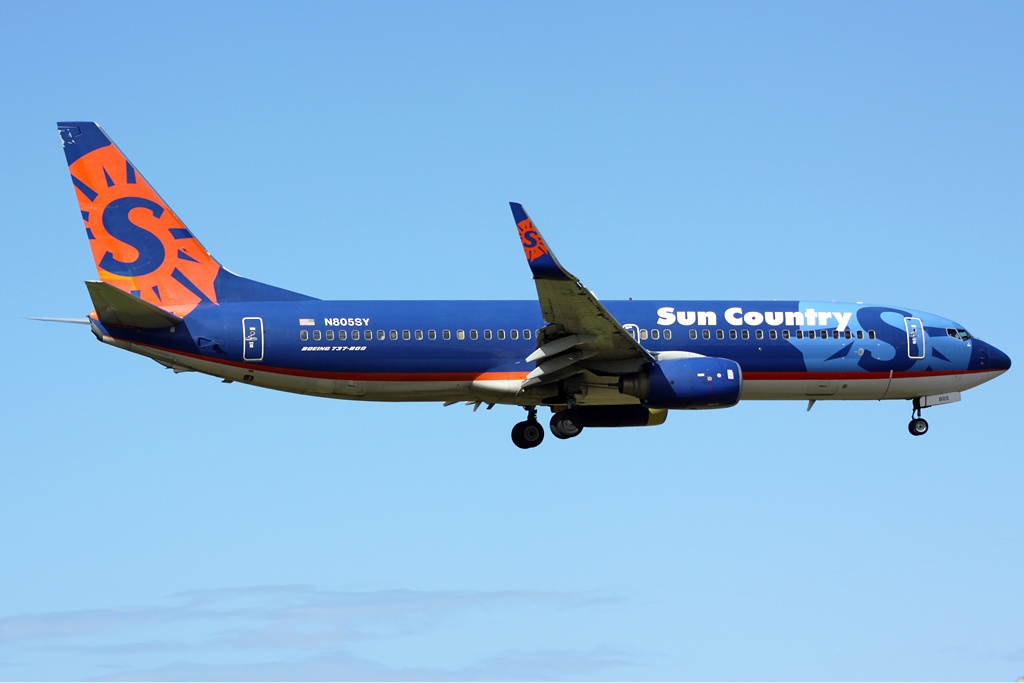
ボーイング737-800（3代目塗装[13]）
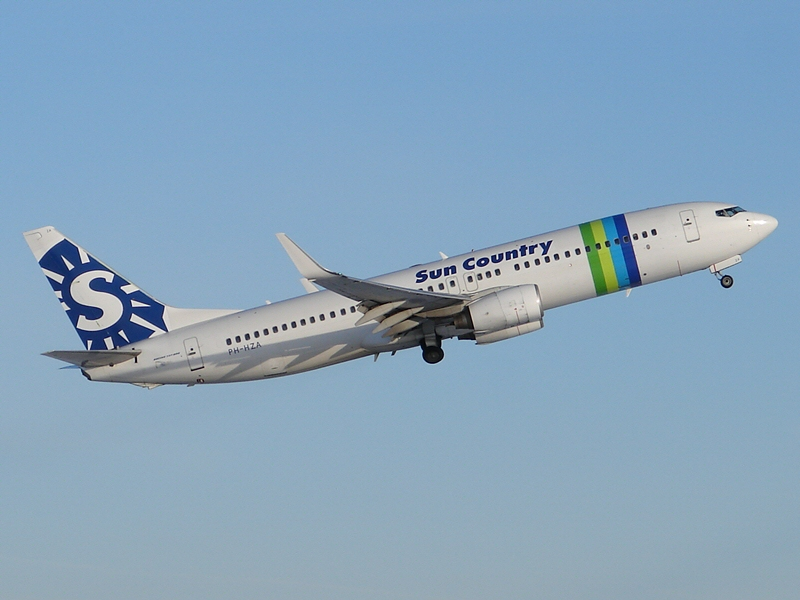
ボーイング737-800 (トランサヴィア航空からのリース機)
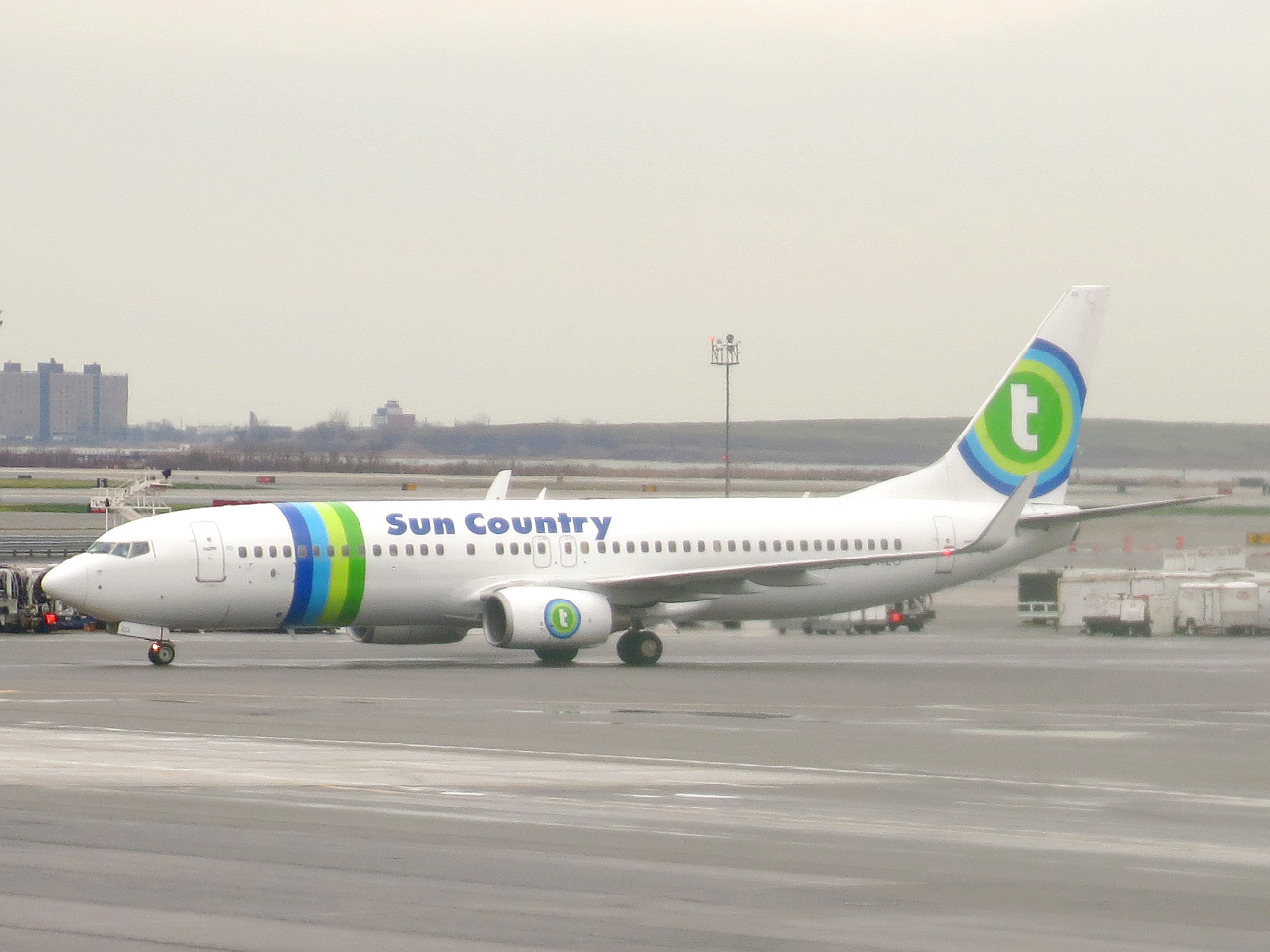
ボーイング737-8K2 (トランサヴィア航空からのリース機)
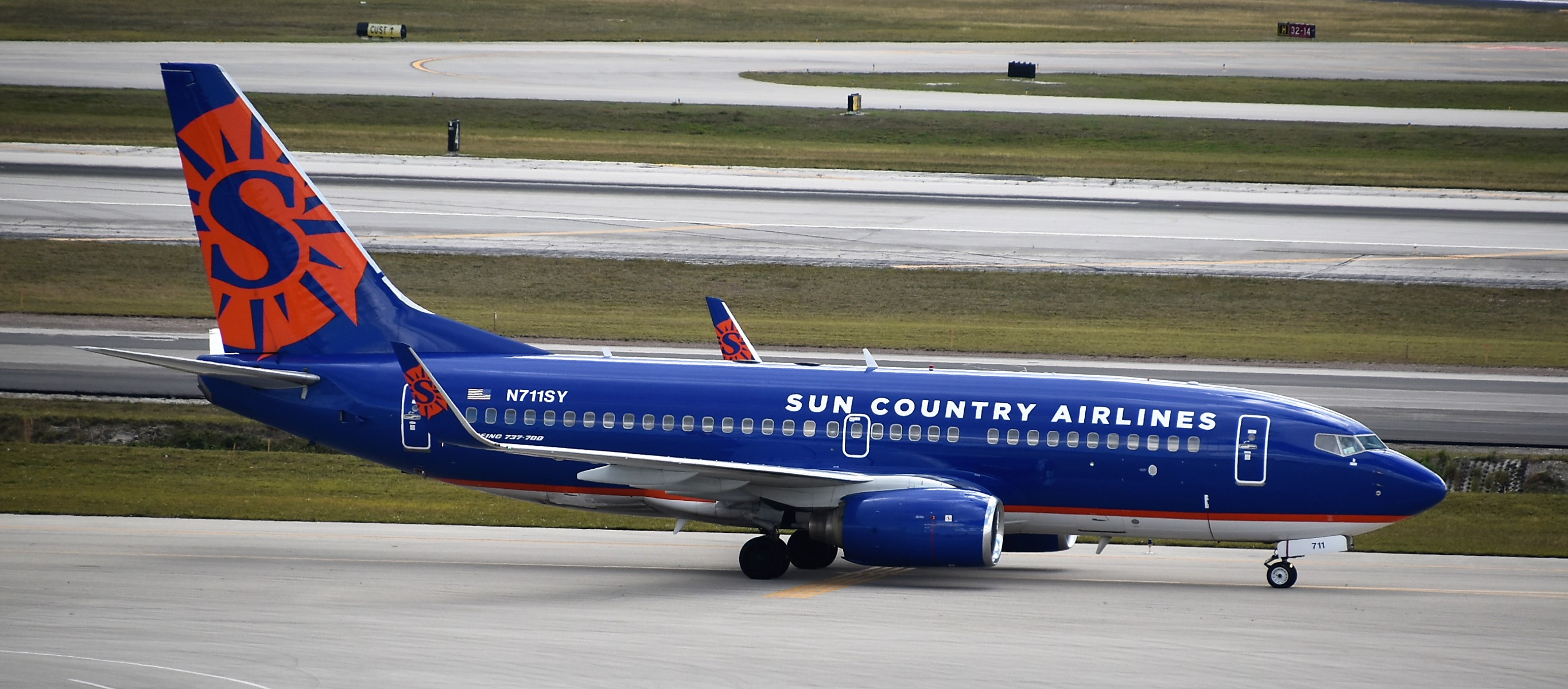
ボーイング737-73V（4代目塗装[13]）
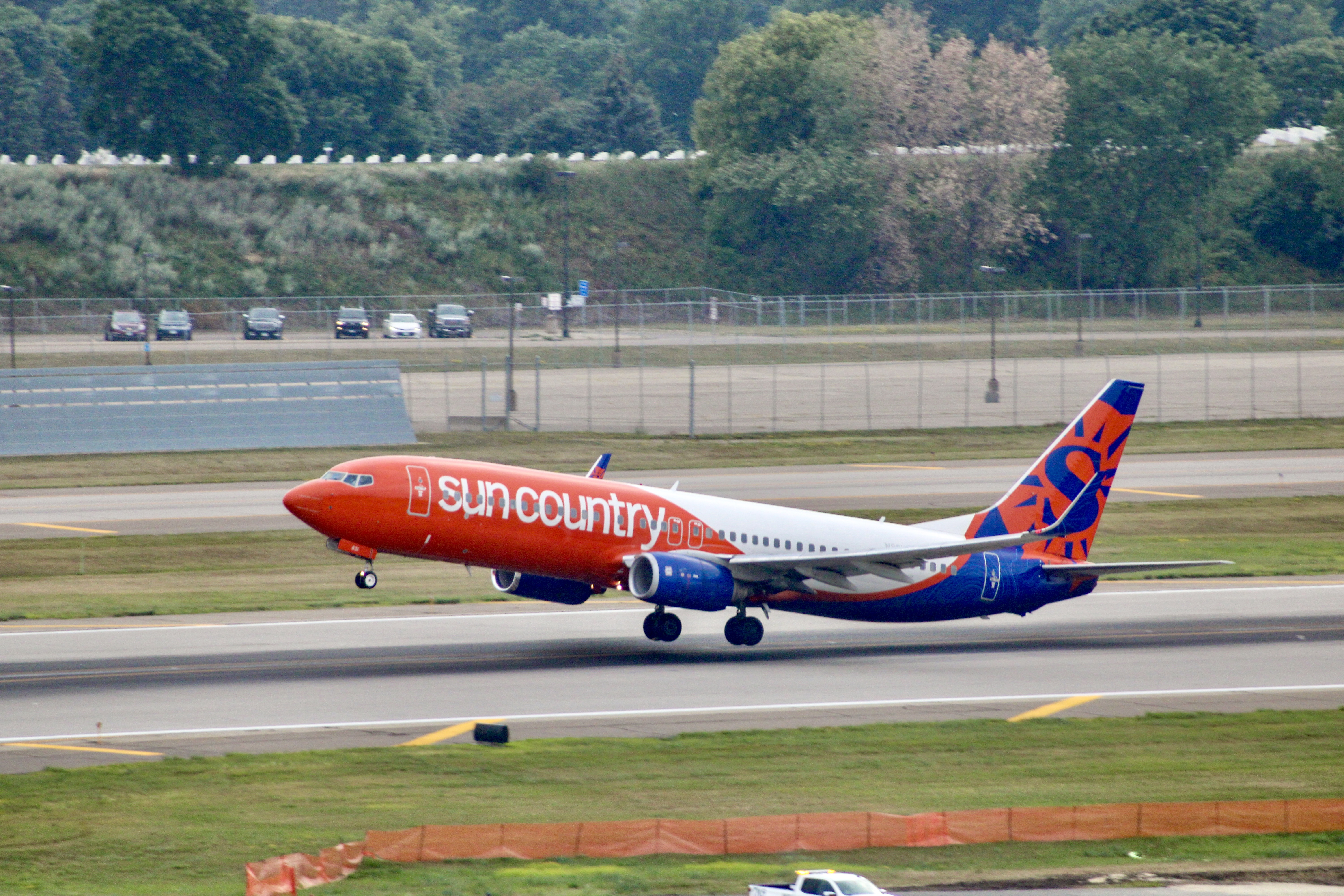
ボーイング737-800（現行塗装）

## 就航都市

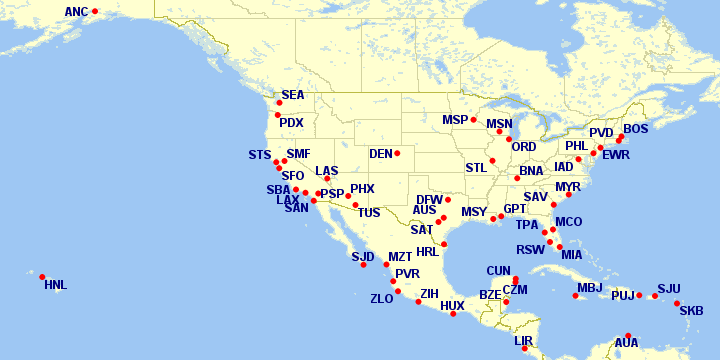

### アメリカ国内およびアメリカ領[20]
| 州および領       | 都市                 | 空港                                 |
| ---------------- | -------------------- | ------------------------------------ |
| アラスカ         | アンカレッジ         | テッド・スティーブンズ国際空港       |
| アリゾナ         | フェニックス         | フェニックス・スカイハーバー国際空港 |
| アリゾナ         | ツーソン             | ツーソン国際空港                     |
| イリノイ         | シカゴ               | シカゴ・オヘア国際空港               |
| ウィスコンシン   | ミルウォーキー       | ミルウォーキー空港                   |
| オハイオ         | クリーブランド       | クリーブランド国際空港               |
| オレゴン         | ポートランド         | ポートランド国際空港                 |
| カリフォルニア   | ロサンゼルス         | ロサンゼルス国際空港                 |
| カリフォルニア   | サンディエゴ         | サンディエゴ国際空港                 |
| カリフォルニア   | サクラメント         | サクラメント国際空港                 |
| カリフォルニア   | サンフランシスコ     | サンフランシスコ国際空港             |
| カリフォルニア   | パームスプリングス   | パームスプリングス空港               |
| コロラド         | デンバー             | デンバー国際空港                     |
| サウスカロライナ | マートル・ビーチ     | マートル・ビーチ空港                 |
| ジョージア       | サバンナ             | サバンナ空港                         |
| テキサス         | ダラス               | ダラス・フォートワース国際空港       |
| テキサス         | オースティン         | オースティン空港                     |
| テキサス         | サン・アントニオ     | サン・アントニオ空港                 |
| テネシー         | ナッシュビル         | ナッシュビル国際空港                 |
| ニュージャージ   | ニューアーク         | ニューアーク国際空港                 |
| ネバダ           | ラスベガス           | マッカラン国際空港                   |
| ハワイ           | ホノルル             | ダニエル・k・イノウエ国際空港        |
| フロリダ         | タンパ               | タンパ国際空港                       |
| フロリダ         | オーランド           | オーランド国際空港                   |
| フロリダ         | フォート・マイヤーズ | フォート・マイヤーズ空港             |
| フロリダ         | マイアミ             | マイアミ国際空港                     |
| ペンシルベニア   | フィラデルフィア     | フィラデルフィア国際空港             |
| マサチューセッツ | ボストン             | ローガン国際空港                     |
| ミズーリ         | セントルイス         | セントルイス国際空港                 |
| ミネソタ         | ミネアポリス         | ミネアポリス・セントポール国際空港   |
| メイン           | ポートランド         | ポートランド空港                     |
| ルイジアナ       | ニューオーリンズ     | ルイ・アームストロング国際空港       |
| ロードアイランド | プロビデンス         | プロビデンス国際空港                 |
| ワシントン       | シアトル             | タコマ国際空港                       |
| ワシントンDC     | ワシントンDC         | ダレス国際空港                       |
| プエルトリコ     | サン・ファン         | サン・ファン国際空港                 |

### 国際線[20]
| 国               | 都市             | 空港                                     |
| ---------------- | ---------------- | ---------------------------------------- |
| オランダ領アルバ | オラニエスタッド | ベアトリクス女王国際空港                 |
| バハマ           | ナッソー         | ナッソー国際空港                         |
| ベリーズ         | ベリーズシティ   | フィリップス・S・W・ゴールドソン国際空港 |
| カナダ           | バンクーバー     | バンクーバー国際空港                     |
| コスタリカ       | リベリア         | ダニエル・オドゥベール国際空港           |
| ドミニカ         | プンタカナ       | プンタカナ国際空港                       |
| ジャマイカ       | モンティーゴベイ | サングスター国際空港                     |
| メキシコ         | カンクン         | カンクン国際空港                         |
| メキシコ         | コスメル         | コスメル国際空港                         |
| メキシコ         | ロス・カボス     | ロス・カボス国際空港                     |
| メキシコ         | マサトラン       | マサトラン国際空港                       |

## サービス

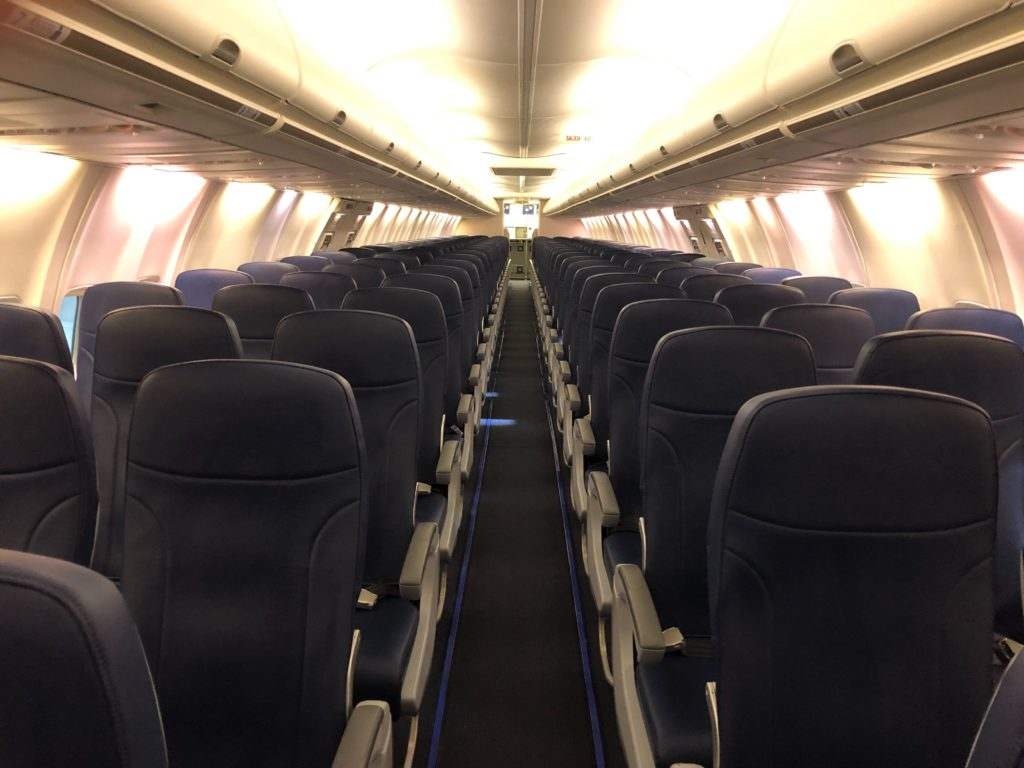
ボーイング737‐800のエコノミークラス座席

### 座席
かつては、全機材にはファーストクラスが有ったが、連邦倒産法11章適用後本格的に格安航空会社化し現在は全ての機材でエコノミー座席のみとなっている。